# Missão da Comunidade de Desenvolvimento da África Austral na República Democrática do Congo

Leste da República Democrática do Congo

A Missão da Comunidade de Desenvolvimento da África Austral na República Democrática do Congo (em inglês:  Southern African Development Community  Mission in the Democratic Republic of Congo, SAMIDRC), ou Operação Thiba, foi uma missão regional ativa de manutenção da paz operada pela Comunidade de Desenvolvimento da África Austral (SADC) no leste da República Democrática do Congo.
A Operação Thiba incluiu soldados da África do Sul, Tanzânia e Malawi que substituíram a Brigada de Intervenção da Força das Nações Unidas, que manteve-se na República Democrática do Congo por 25 anos, e um destacamento da Comunidade da África Oriental com um ano de existência.
A Tanzânia e o Malawi comprometeram 2.100 soldados para a missão. A África do Sul comprometeu 2.900 soldados para a missão, dos 38.572 efetivos militares ativos do país.

## Contexto
Em 2023, a escalada do conflito entre as Forças Armadas da República Democrática do Congo (FARDC) e os grupos rebeldes congoleses deslocou mais de 6,38 milhões de pessoas nas províncias orientais do país.
O ressurgente Movimento 23 de Março conquistou porções do território e nem a missão de manutenção da paz das Nações Unidas nem a força regional da Comunidade da África Oriental puderam ajudar as FARDC a travar o seu avanço.
Em Dezembro de 2023, o governo congolês informou que as tropas da Comunidade de Desenvolvimento da África Austral foram mandatadas “para apoiar o exército congolês na luta e erradicação do M23 e de outros grupos armados que continuam a perturbar a paz e a segurança”.
Tropas da África do Sul, Tanzânia e Malawi começaram a deslocar-se para Sake e áreas circundantes perto de Goma em Dezembro de 2023.
Em 13 de março de 2025, os Chefes de Estado da SADC efetivaram o fim do mandato do SAMIDRC, confirmando a retirada gradual da força destacada no leste da República Democrática do Congo.[11]

## Incidentes e vítimas
Em 15 de fevereiro de 2024 dois soldados sul-africanos morreram e três ficaram feridos num ataque de morteiro perto da cidade oriental de Goma.
Em 6 de abril de 2024, três soldados tanzanianos morreram depois que um morteiro hostil caiu perto de seu acampamento.
14 soldados desta missão e três capacetes azuis morreram em combates nos dias 24 e 28 de janeiro perto de Goma.